# Mesoleius fulvator
Mesoleius fulvator là một loài tò vò trong họ Ichneumonidae.